# Grigore Pantazi
Grigore Pantazi (n. 24 ianuarie / 6 februarie 1872 - d. 9 iunie 1939) a fost un distins om de cultură român, recunoscut pentru contribuțiile sale semnificative în diverse domenii artistice, inclusiv regie de teatru, muzică, actorie, poezie, coregrafie, pictură și sculptură. Născut în satul Costiceni, județul Hotin, și decedat în Prisăcăreni, județul Storojineț, Pantazi a dus faima culturii românești în întreaga Europă.

## Biografie și educație
Grigore Pantazi s-a născut într-o familie veche și nobilă de boieri moldoveni. Străbunicul său a fost membru în Divanul Domnului Moldovei, iar mama sa, Nadina Pantazi (1852-1932), provenea din familia Talpa, consemnată de Dimitrie Cantemir în cartea de aur a Moldovei. Tatăl său, Constantin Pantazi, a fost un mare proprietar de pământ la Baiești și Costiceni.
Pantazi a studiat la Liceul din Cernăuți, unde și-a descoperit talentul artistic, remarcându-se prin declamații și recitări. A continuat studiile juridice la Universitatea „Franz Josif” din Cernăuți și la Viena, după care a revenit la Cernăuți, unde a lucrat ca funcționar în Administrația Bucovinei.

## Carieră artistică
Pantazi a debutat ca pictor în revista „Junimea literară” din Cernăuți, la 19 ianuarie 1894, cu tablourile „Soarele”, „Visul marinarului” și compoziția-feerie „Tricolorul”. Peisajele din Valea Prutului de la Costiceni au fost o sursă constantă de inspirație pentru el.
A condus ediția în limba română a „Monitorului Oficial” austriac din Viena timp de 18 ani și a semnat coregrafia operetelor naționale precum „Crai Nou” de Ciprian Porumbescu și „Moș Ciocârlan” de Tudor Flondor. Pantazi a regizat și montat numeroase spectacole de balet și feerii pe scenele din Cernăuți și alte orașe din Europa, inclusiv la Viena, București, Praga și Budapesta.

## Contribuții notabile
În Viena, Pantazi a fost apreciat de personalități de seamă ale timpului, inclusiv Gustav Mahler și Josef Hassreiter. A prezentat baletul „Nippes” de 56 de ori la Opera din Viena și a colaborat cu marii maeștri de balet ai vremii. Pantazi a scris și a regizat numeroase feerii și balete, cum ar fi „Prometeu” pe muzica lui Beethoven și „Fluierul fermecat”.
La București, Pantazi a fost primit cu mare onoare de Regina Elisabeta a României și a montat baletul „Nippes” la Opera Română. De asemenea, a colaborat cu teatrele naționale și societățile culturale din România, inclusiv Societatea „Armonia” și Reuniunea Muzical-dramatică „Ciprian Porumbescu”.

## Funcții și distincții
Pantazi a deținut mai multe funcții importante, inclusiv inspector al artelor pentru Bucovina în Ministerul Culturii și Artelor din România, subdirector la Ministerul de Interne din București și consul general onorific la Viena.
A fost decorat cu Ordinul Bene Merenti, titlul de cavaler și ofițer al Ordinului Coroana României, Medalia jubilară „Carol II” și Steaua României.

## Ultimii ani și moștenirea
În anii din urmă, Pantazi a continuat să creeze și să monteze balete și feerii, incluzând lucrări precum „Floarea nufărului”, „Cămașa de urzici” și „În semnul crucii”. Opera sa vastă și diversă a lăsat o amprentă profundă în cultura românească și europeană.
Grigore Pantazi a decedat la 67 de ani, pe 9 iunie 1939, în comuna Prisăcăreni din județul Storojineț. Este înmormântat pe 11 iunie 1939 în cimitirul central de la marginea suburbiei Horecea a orașului Cernăuți, fiind deplâns de toți cei care l-au cunoscut și admirat. Deși contribuțiile sale au fost uitate în mare măsură, el rămâne o figură remarcabilă în istoria culturală a României și a Europei.
Pe 23 iunie 2019, Societatea civică „Valea Prutului” din regiunea Cernăuți,  a organizat în fața Capelei Mitropoliților „Sfinții Trei Ierarhi” din cimitirul istoric al Cernăuțiului, o slujbă de pomenire prilejuită de împlinirea a 80 de ani de la moartea lui Grigore Pantazi. O manifestare de comemorare similară a fost oficiată pe 23 ianuarie 2022, la împlinirea a 150 de ani de la nașterea ilustrului om de cultură originar din Costiceni. 